# Harwoodfrankolin
Der Harwoodfrankolin (Pternistis harwoodi, Syn.: Francolinus harwoodi) ist ein monotypischer Vogel aus der Familie der Fasanenartigen. Er kommt nur im Hochland von Äthiopien vor. Mit einem Bestand von 10.000–19.999 lebenden Exemplaren gilt er seit 1988 als bedrohte Art.

## Merkmale
Der Harwoodfrankolin erreicht eine Körperlänge von 33 bis 35 Zentimetern. Die Männchen sind dabei geringfügig größer. Ihre Flügellänge beträgt 17,7 bis 18,7 Zentimeter mit einem Durchschnitt von 18,1 Zentimetern. Das Gewicht liegt bei 545 Gramm. Bei den Weibchen beträgt die Flügellänge 16,2 bis 16,5 Zentimeter. Ihr Gewicht liegt bei 446 Gramm.
Der Geschlechtsdimorphismus ist nicht stark ausgeprägt. Bei den Männchen ist sowohl die Stirn als auch ein Überaugenstreif schwarz. Der Scheitel ist dunkelbraun. Die Kehle, der Kopf und die Halsseiten sind weiß mit einer dunklen Strichelung. Ansonsten sind der Hals und die Brust isabellfarben mit einer braunschwarzen halbmondförmigen Querbänderung, die sich bis zu den Flanken ausdehnt und die auf dem Bauch etwas weniger ausgeprägt ist. Die Körperoberseite ist hell graubraun, die einzelnen Federn sind schwarz quergewellt und unscharf isabellfarben gebändert. Sein Schnabel und die Haut rund um die Augen sind rot. Die Beine sind ebenfalls rot. Sie weisen oben einen Spornhöcker und unten einen scharfen Sporn auf.
Die Weibchen gleichen weitgehend den Männchen, die Zeichnung auf dem Unterbauch ist bei ihnen verwaschener und sie sind etwas bräunlicher. Auf der Körperoberseite sind sie etwas heller. Jungvögel gleichen den Weibchen, haben aber auf der Körperoberseite eine weniger ausgeprägte Querbänderung.
Das laute, heiser-frohlockende ko-ree des Harwoodfrankolins erklingt deutlich in den frühen Morgenstunden. Die bekannteste Beobachtungsmöglichkeit ist die Brücke über dem Blauen Nil im Jemma Valley in Äthiopien.

## Verwechselungsmöglichkeiten
Das Verbreitungsgebiet des Harwoodfrankolins grenzt an das des Clappertonfrankolins. Die beiden Arten unterscheiden sich jedoch in ihrem Lebensraum. Der Clappertonfrankolin hat außerdem eine weißliche Kehle und einen weißlichen Überaugenstreif. Das Rot des Schnabels ist weniger ausgeprägt.

## Verbreitung und Lebensraum
Der Harwoodfrankolin ist ausschließlich im Hochland Zentraläthiopiens rund um den Blauen Nil heimisch. Seine Lebensraumansprüche sind noch weitgehend unerforscht. Er scheint dichtes Unterholz entlang von Wasserläufen zu bevorzugen und wechselt von diesen auch auf offene Agrarflächen, um am frühen Morgen nach Nahrung zu suchen.
1996 wurde er bei Untersuchungen in großer Zahl im Jemma Valley und im Jara Valley sowie in den umliegenden Tälern und in den Flussgebieten der nördlichen Showa-Zone beobachtet. Die maximale Populationsdichte betrug 92 Vögel auf 1 km². Es ist nicht bekannt, ob die Vögel zwischen den einzelnen Gebieten hin- und herwechseln. Sollte dies nicht der Fall sein, hätten einige der Subpopulationen eine Größe von mehr als 1000 Exemplaren. In den vom Harwoodfrankolin bewohnten Gebieten herrscht für den Menschen große Ressourcenknappheit, so dass auch gestrüppreiche Gegenden für die Nutzung als Ackerland gerodet und Bäume zur Gewinnung von Brenn- und Bauholz gefällt werden. Dadurch wird der natürliche Lebensraum des Harwoodrankolins nachhaltig zerstört. Außerdem wird der Vogel massiv bejagt. Auch seine Eier werden gesammelt und gegessen. Deshalb gilt der Harwoodfrankolin als gefährdet.

## Lebensweise
Der Harwoodfrankolin bevorzugt als Unterschlupf und zum Nestbau Dornengestrüpp und Rohrkolbenschilf. Dieses wächst entlang von schmalen, seichten Wasserläufen. Er schläft aber auch in Dornengestrüpp in Hanglage. Die Brutsaison liegt zwischen September und Dezember, die Gelegegröße beträgt 4–7 Eier. Er scheint polygam zu sein.

## Einzelbelege
1. ↑  Pternistis harwoodi in der Roten Liste gefährdeter Arten der IUCN 2011. Eingestellt von: BirdLife International, 2008. Abgerufen am 11. September 2016.
2. 1 2 3 4 5  Madge, McGowan und Kirwan: Pheasants, Partridges and Grouse. S. 213.
3. ↑  Raethel: Hühnervögel der Welt, S. 384.
4. ↑  Stimme des Harwoodfrankolins auf Xeno-Canto, aufgerufen am 11. September 2016